# Wasilij Wachruszew

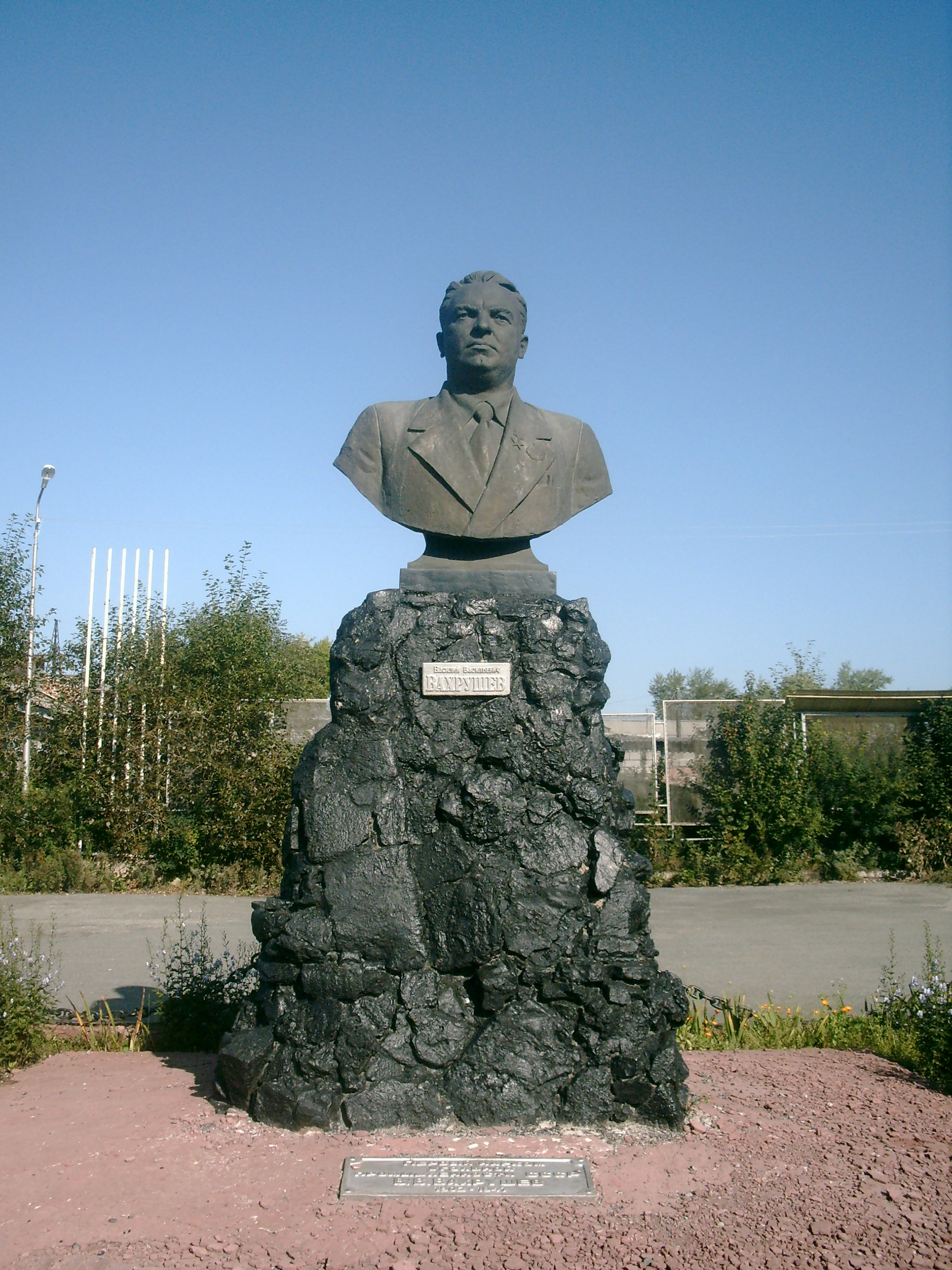
Popiersie Wachruszewa w Karpińsku

Wasilij Wasiljewicz Wachruszew (ros. Василий Васильевич Вахрушев, ur. 15 lutego?/28 lutego 1902 w Tule, zm. 13 stycznia 1947 w Moskwie) – rosyjski polityk komunistyczny, przewodniczący Rady Komisarzy Ludowych Rosyjskiej Federacyjnej Socjalistycznej Republiki Radzieckiej (1939–1940), Bohater Pracy Socjalistycznej (1943).
Od 1910 praktykant ślusarski, w latach 1915–1917 ślusarz w fabryce, 1917–1919 komendant organizacji związkowej w zakładach mechanicznych w Tule, 1919–1921 propagandzista polityczny Armii Czerwonej na Froncie Zachodnim, później do 1923 sekretarz komisji kontroli RKP(b) Gubernia tulska, w latach 1923–1926 naczelnik Departamentu Karno-Śledczego guberni tulskiej, 1927–1931 dyrektor kosowogorskich zakładów metalurgicznych w Tule, potem przeniesiony do Tweru, a wkrótce do Moskwy, gdzie pracował w Dziale Kadr Moskiewskiego Komitetu WKP(b), a później został dyrektorem elektrowni. W latach 1936–1937 dyrektor Mosenergo. Od 29 VII 1939 do 2 VI 1940 przewodniczący Rady Komisarzy Ludowych RFSRR, w okresie 12 X 1939 – 19 I 1946 ludowy komisarz przemysłu węglowego ZSRR, potem do 15 III 1946 ludowy komisarz przemysłu węglowego wschodnich rejonów ZSRR, a po zmianie nazwy z ludowego komisariatu na ministerstwo, do śmierci minister przemysłu węglowego wschodnich rejonów ZSRR.
Na jego cześć nazwano miejscowość Wachruszewe. 

## Odznaczenia
- Medal Sierp i Młot Bohatera Pracy Socjalistycznej (1943)
- Order Lenina (dwukrotnie)
- Order Czerwonego Sztandaru Pracy